# Weh Antiok Chosrau
Weh Antiok Chosrau auch Bih-az-Andew-i Chosrau, Rumagan und Antiocheia Chosroou genannt, war eine Stadt am Tigris nahe Seleukeia-Ktesiphon in Mesopotamien.
Der sassanidische Großkönig Chosrau I. gründete die Stadt, um die deportierte römische Bevölkerung und Kriegsgefangene von Sura, Beroia, Antiochia am Orontes, Apameia am Euphrat, Callinicum und Batnaya dort anzusiedeln. Der Stadtplan basierte auf dem römischen Plan der syrischen Metropole Antiochia. Es gab Thermen und einen Circus. Der Gouverneur war Baraz, ein Christ aus Gundischapur. Im 6. Jahrhundert hatte die Stadt 30.000 Einwohner.
Es ist nicht sicher, ob die Stadt mit Hdatta identisch ist.
Der abbasidische Kalif al-Mansūr nutzte die Stadt, die in Arabisch ar-Rumiya genannt wurde, für einige Monate als Regierungssitz.